# Шутки в сторону (фильм, 2012)
«Шутки в сторону» (фр. De l'autre côté du périph) — французский комедийный детектив 2012 года режиссёра Давида Шарона. Премьера состоялась 19 декабря 2012 года. В России фильм вышел в прокат 9 мая 2013 года.

## Сюжет
Жену начальника союза предпринимателей Франции Констанцию находят мёртвой в пригороде Парижа, городке Бобиньи. На место приезжает Франсуа Монже, капитан парижской полиции, с прекрасной репутацией и образцовой карьерой с перспективами для роста. Там Франсуа знакомится с другим полицейским, Османом Дьякате, с крайне сомнительной биографией в целом, использующего незаконные методы и не планирующего делать карьеру. Однако обстоятельства дела вынуждают их работать вместе, им приходится побывать в самых бедных кварталах Парижа, а оттуда выйти в свет общества.

## В ролях
- Омар Си — Осман, полицейский из бедных кварталов
- Лоран Лафитт — Франсуа, амбициозный парижский сыщик, мечтающий о выдающейся карьере
- Сабрина Уазани — Ясмин
- Лионель Абелански — Даниэль
- Юсеф Хаджди — Джованни

## Саундтрек
Музыку к фильму написал французский кинокомпозитор Людовик Бурсе.
В титрах звучит песня Word Up группы Cameo.